# 826 до н. е.

## Події
Вождь повстання в Ассирії Сарданапал захопив 27 міст, включаючи Ніневію.